# Nico Prien
Nicolas „Nico“ Prien (* 7. November 1994 in Schönberg) ist ein deutscher Windsurfer. Er fährt sowohl auf der deutschen Regatta-Serie DWC, als auch bei den internationalen PWA-Weltcups. 2019 wurde Prien, der mit der Segelnummer GER-7 fährt, Deutscher Meister in der Kategorie Overall sowie der Einzeldisziplin Racing. Außerdem wurde er zum Sportler des Jahres in Schleswig-Holstein gewählt.

## Leben
Prien wuchs an der Ostsee auf. Im Alter von 12 Jahren begann er mit dem Windsurfen, erste Regatten segelte er 2010 mit. Nach ersten Erfolgen konzentrierte er sich nach dem Abitur 2013 auf das professionelle Windsurfen. Prien studiert neben seiner Haupttätigkeit als Sportler Marketing. Neben der Teilnahme an Wettkämpfen ist Prien auch seit 2018 mit regelmäßigen Videos auf Youtube zu sehen, in denen er Einblicke in seinen Alltag als Profi gibt und in Tutorials Hilfestellungen zum Windsurfen gibt.

## Erfolge
Nico Prien wurde 2013 zum Windsurftalent des Jahres auf der boot-Messe gewählt. Im selben Jahr fuhr er auch erstmals einen Weltcup beim Windsurf World Cup Sylt mit. 2016 konnte er das DWC-Gesamtranking auf Platz zwei hinter Vincent Langer beenden. 2017 wurde er Dritter sowohl bei den Deutschen Meisterschaften im Racing als auch auf der gesamten DWC-Tour. 2018 gewann er die Deutsche Meisterschaft auf Sylt im Racing, wurde insgesamt Vierter. Außerdem beendete er die Weltmeisterschaft im Slalom auf Platz fünf.
2019 war Priens bislang erfolgreichstes Jahr: Er gewann die Deutschen Meisterschaften (geteilter erster Platz mit Gunnar Asmussen) ebenso wie die gesamte DWC-Tour, zudem landete er in der Teildisziplin Racing auf dem ersten Rang. Außerdem beendete er die PWA-Welttour im Foil auf dem 13. Platz. Am Ende des Jahres wurde er vom LSV Schleswig-Holstein zum Sportler des Jahres in Schleswig-Holstein nominiert, dessen Wahl er gewann.

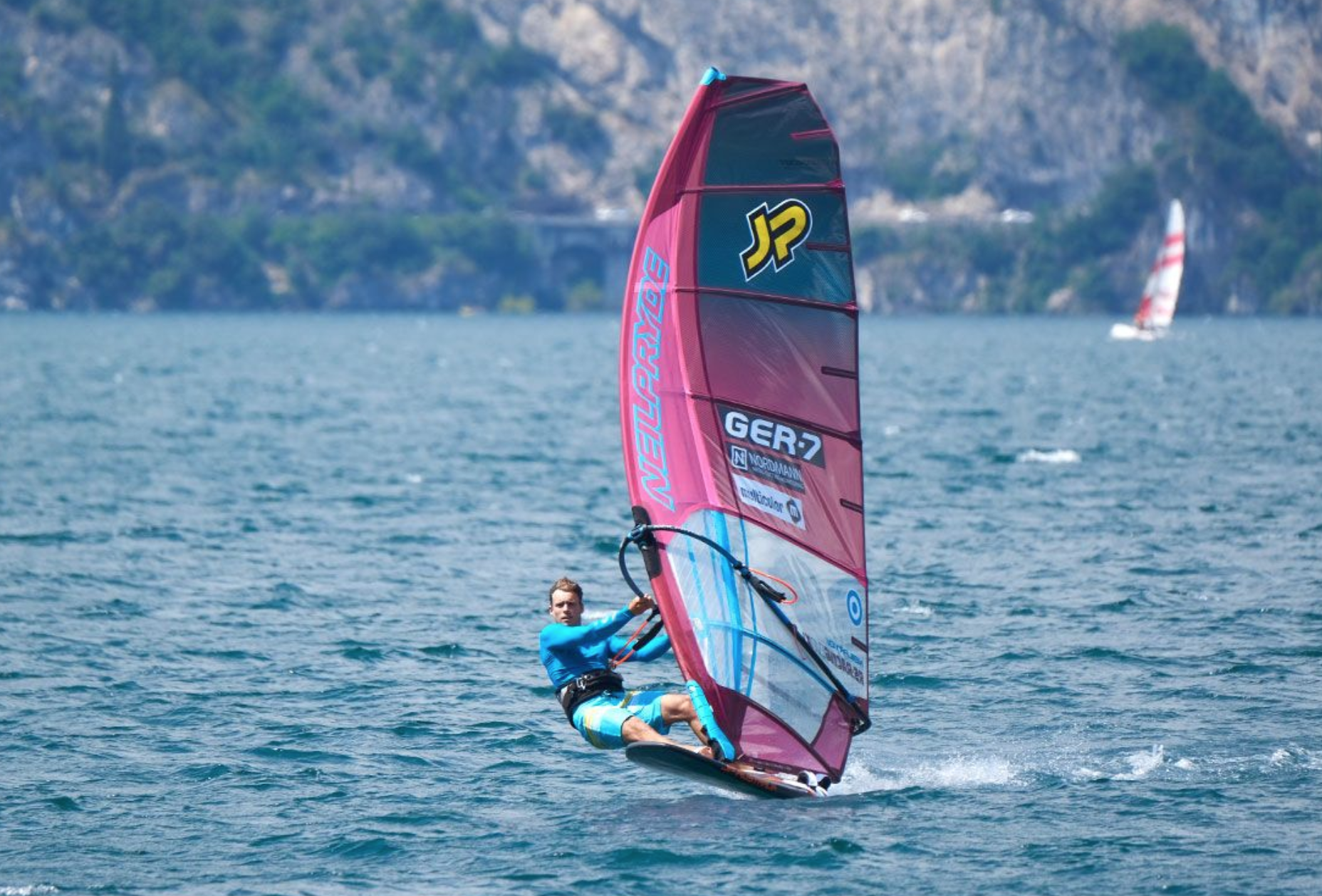
Nico Prien auf dem Wasser

### World-Cup-Wertungen
| Saison | Slalom | Slalom | Foil  | Foil   |
| Saison | Platz  | Punkte | Platz | Punkte |
| ------ | ------ | ------ | ----- | ------ |
| 2013   | 85.    | 368    | –     | –      |
| 2014   | 98.    | 665    | –     | –      |
| 2015   | 41.    | 3017   | –     | –      |
| 2016   | 48.    | 2022   | –     | –      |
| 2017   | 77.    | 880    | –     | –      |
| 2018   | 68.    | 7500   | 51.   | 9200   |
| 2019   | 58.    | 10.950 | 13.   | 26.500 |
| 2021   | 11.    | 9.300  | –     | –      |
| 2022   | 28.    | 8.600  | –     | –      |
| 2023   | 8.     | 38.400 | –     | –      |

### Weitere Erfolge
- 2013: Windsurftalent des Jahres auf der boot-Messe
- 2016: 2. Platz DWC-Gesamtranking
- 2017: 3. Platz DWC-Gesamtranking Racing, 3. Platz Deutsche Meisterschaften Racing
- 2018: Deutscher Meister Racing, 4. Platz Deutsche Meisterschaft Overall
- 2018: 5. Platz Slalom-Weltmeisterschaft
- 2019: Deutscher Meister Overall
- 2019: Sieger DWC-Overall-Gesamtranking
- 2019: Sieger DWC Racing-Gesamtranking
- 2019: LSV Sportler des Jahres Schleswig-Holstein